# 戦争のはじめかた
『戦争のはじめかた』（原題：Buffalo Soldiers）は、2001年製作のイギリス・ドイツ合作 映画である。日本で劇場公開された後に発売されたDVDのタイトルは『バッファロー・ソルジャーズ 戦争のはじめかた』。
グレゴール・ジョーダン監督。原作はロバート・オコナーの『バッファロー・ソルジャー』。ドイツ駐留アメリカ陸軍を舞台に、退屈しのぎに好き放題に行動する若き兵士を描くブラック・コメディ。

## ストーリー
1989年のドイツ、シュトゥットガルトにある米軍基地に勤務する米兵たちは、暇をもてあましていた。補給隊に所属するエルウッドは、物資の横流しやヘロインの密造・密売に精を出し、その退屈を紛らわせていた。指揮官のバーマン大佐の無能ぶりは、エルウッドが闇商売に手を染めていることや、バーマン夫人と肉体関係にあることに気付かないほどであった。そんな中、隊に有能で厳格なリー曹長が転任してくる。

## キャスト
※括弧内は日本語吹替
- レイ・エルウッド - ホアキン・フェニックス（中多和宏）
- バーマン大佐 - エド・ハリス（小島敏彦）
- リー曹長 - スコット・グレン（水内清光）
- ロビン・リー - アンナ・パキン（富坂晶）
- バーマン夫人 - エリザベス・マクガヴァン（多緒都）
- ブライアン・ノール - ガブリエル・マン
- ガルシア - マイケル・ペーニャ
- ストーニー - レオン
- ランカスター将軍 - ディーン・ストックウェル
- スクアッシュ - トム・エリス
- キンボロー - イドリス・エルバ

## 備考
公開の直前に911テロが起こり、何度も公開が延期された。
撮影はドイツのバーデン＝ヴュルテンベルク州にあるいくつかの旧アメリカ軍駐屯地（撮影時はドイツ連邦軍管理下）で行われた。作品の内容からアメリカ軍の協力が得られなかったため、作中に登場する装備は民間のコレクターや大道具レンタル会社から調達されたもので、作中に登場する装甲車両も、アメリカ軍の装備していたものではなく、ドイツ製のレオパルト1型戦車やオランダ軍の装備していたM113 C&V装甲偵察車(英語版) である。